# Agostinho Lourenço
Agostinho Lourenço da Conceição Pereira (né le 5 septembre 1886 à Lisbonne, mort le 2 août 1964), était un officier d'infanterie portugais, surtout connu pour avoir été responsable de l'organisation de la Polícia de Vigilância e Defesa do Estado (PVDE), la police politique portugaise, qui devint la Polícia Internacional e de Defesa do Estado (PIDE). Il a également été président d'Interpol de 1956 à 1961,,.
Comme directeur du PVDE, Agostinho Lourenço a défini les lignes générales d'action de la police politique portugaise, leurs méthodes de torture et la mise en place d'un système carcéral politique sur le continent (Aljube, Caxias et Peniche), aux Açores (Angra do Heroísmo) et dans les colonies (Tarrafal),,,.
Agostinho Lourenço est né à Lisbonne, issu de familles de la Beira Interior, fils d'un monarchiste, frère d'un général. En 1908, il fréquente l'Escola de Guerra. Il devient lieutenant d'infanterie dans le contingent de Tancos. Il rejoint le corps expéditionnaire de la Première Guerre mondiale et s'embarque pour la France en 1917 en tant qu'instructeur de tir.
Agostinho Lourenço a combattu dans l'armée portugaise pendant la Première Guerre mondiale. Il a ensuite été gouverneur de Leiria.
Après le coup d'État du 28 mai, il a été nommé commissaire de division de la police de sécurité publique et, plus tard, directeur de la police de surveillance et de défense de l'État, devenue la police de défense internationale et de l'État,.
Douglas Wheeler affirme que Lourenço a fondé le PVDE inspiré des modèles britanniques.
Agostinho Lourenço semble, selon certaines sources, avoir entretenu de bonnes relations avec les services secrets britanniques, ce qui lui a permis d'être choisi comme président d'Interpol en 1956, poste qu'il a occupé jusqu'en 1961.

## Note
1. ↑  "an analysis of Lourenco's career suggest strongly that British Intelligence Services' influence had an impact on the structure and activity of PVDE". Lourenço had earned a reputation with British observers, recorded in a confidential print generated at the British embassy, which suggested a "pro-British" bias on his part".